# Emkendorf
Emkendorf település Németországban, Schleswig-Holstein tartományban. Lakosainak száma 1368 fő (2023. december 31.). Emkendorf Groß Vollstedt és Bokel községekkel határos.

## Népesség
A település népességének változása:
| Lakosok száma | 1320 | 1356 | 1342 | 1356 | 1346 | 1368 |
|               | 1975 | 2017 | 2019 | 2021 | 2022 | 2023 |